# Peter Lynch (météorologue)
Pour les articles homonymes, voir Peter Lynch (homonymie).
Peter Lynch est un météorologue, mathématicien, blogueur et auteur de livres irlandais. Ses intérêts comprennent la prévision numérique du temps, la météorologie dynamique, la mécanique hamiltonienne, l'histoire de la météorologie et la vulgarisation mathématique. Il a été directeur adjoint du service météo irlandais (Met Éireann) et professeur universitaire en météorologie.

## Biographie
Lynch est né à Dublin et a fait ses études à l'University College Dublin, où il a obtenu son B. Sc. (1968) et son M. Sc. (1969) en mathématiques. Il s'est enrôlé dans le service météorologique irlandais (aujourd'hui connu sous le nom de Met Éireann) en 1971 et y a travaillé jusqu'en 2004, atteignant le rang de chef de la division de recherche et de formation, puis de directeur adjoint. 
En 1982, il a obtenu un doctorat du Trinity College de Dublin pour sa thèse intitulée « Instabilité hydrodynamique à l'échelle planétaire dans l'atmosphère » avec Ray Bates comme directeur principal de thèse et Larry Crane comme directeur secondaire,. Il est devenu maître de conférences à temps partiel à l'École de mathématiques du Trinity College de Dublin en 1990, poste qu'il occupait toujours en 2024,.
En 2004, il s'est tourné vers le monde universitaire et est devenu professeur de météorologie du Met Éireann à l'École des sciences mathématiques de l'University College Dublin. Il y a dirigé plusieurs thèses de doctorat. Il est maintenant professeur émérite à l'École des sciences mathématiques.
Peu de temps après avoir officiellement pris sa retraite de l'UCD en 2011, il a commencé à écrire un blog mathématique hebdomadaire appelé « That's Maths », environ la moitié des articles paraissant également dans le journal The Irish Times. Trois recueils de ses chroniques ont été publiés en 2016, 2020 et 2022.

## Intérêts
Peter Lynch a travaillé sur la dynamique météorologique et des fluides géophysiques, la prévision numérique du temps, la simulation numérique du changement climatique et l'histoire des prévisions météorologiques, par exemple en publiant un article de 2000 intitulé « Prévisions météorologiques : de l'art à la science ». Il y décrit comment Lewis Fry Richardson a été le pionnier des techniques mathématiques de prévision météorologique et a rêvé que la prévision météorologique deviendrait un jour une science exacte. Lynch a examiné cette question pour la première fois dans un article de 2008 et plus tard dans son livre « The Emergence of Numerical Weather Prediction: Richardson's Dream »,.

## Récompenses
En 2014, Lynch a reçu la médaille d'argent de la Société européenne de météorologie pour « sa contribution exceptionnelle à l'éducation et aux activités de sensibilisation météorologiques, son importante contribution scientifique à la prévision numérique du temps et son leadership dans les collaborations internationales ». En 2012, Peter Lynch a été élu membre de l'Académie royale d'Irlande. Il est également membre de l'Institut de physique et membre de l'Institut de mathématiques et de ses applications. En 2017, il a reçu le prix Maths Week Ireland (en) pour son travail exceptionnel de sensibilisation du public aux mathématiques.

## Publications
- 2022 : (en) That's Maths III! Elegant Abstractions and Eclectic Applications, Logic Press, xii+260 (ISBN 978-1-4717-5752-5, résumé).
- 2020 : (en) That's Maths II! A Ton of Wonders, Logic Press (ISBN 9781716507991, résumé).
- 2016 : (en) That's Maths! The Mathematical Magic in Everyday Life, Gill Books (ISBN 9780717169559, résumé).
- 2010 : (en) Rambling around Ireland: A Commodius Vicus of Recirculation, The Liffey Press (ISBN 1905785917, résumé).
- 2006 : (en) The Emergence of Numerical Weather Prediction: Richardson's Dream, Cambridge University Press (ISBN 9780521857291).